# Темниківське князівство
Темниківське князівство або Темниківська Мещера — середньовічне напівавтономне татаро-мордовське державне утворення у складі Монгольської імперії і його Поволзького (Батиєвого) улусу, яке існувало з 1388 по 1605 роки.
Засноване близько 1388 року князем Беханом — родоначальником князівських родів Російської імперії татарського походження — Кулунчакових, Кугушевих, Тенишевих, Єнікеєвих та інших, зокрема відомого письменника Олександра Івановича Купріна.
В 1523 році увійшло до складу Московського царства.
Дослідження історії князівства підтвердили думку багатьох істориків, що в Ординському царстві, так само як і в Золотій Орді переважала колективна форма правління, на зразок сучасних рад різних рівнів.
В національному складі князівства переважали мокшани (мордва).